# Calathea curaraya
Calathea curaraya är en strimbladsväxtart som beskrevs av H.A.Kenn. Calathea curaraya ingår i släktet Calathea och familjen strimbladsväxter. Inga underarter finns listade.